# Manfred Zapf
Manfred Zapf est un footballeur et sélectionneur est-allemand, né le 24 août 1946 à Stapelburg.

## Biographie
En tant que défenseur, il fut international est-allemand à 16 reprises (1969-1975) pour aucun but.
Aux Jeux olympiques 1972, il fut titulaire dans tous les matchs (Ghana, Colombie, Pologne, Hongrie, Mexique, RFA et URSS) et reçut un carton jaune contre la RFA. Il fut médaillé de bronze.
Il joua dans un seul club : le FC Magdebourg, de 1966 à 1979. Il remporta trois championnats de RDA, une D2 est-allemande, quatre coupes de RDA et la Coupe d'Europe des vainqueurs de coupe de football en 1974, battant en finale le Milan AC.
Il fut le sélectionneur de la RDA de décembre 1988 à mai 1989, c'est-à-dire du match contre l'Égypte (13 février 1989) au match contre l'Autriche (20 mai 1989).

## Clubs

### En tant que joueur
- 1966-1979 :  FC Magdebourg

### En tant que sélectionneur
- 1988-1989 :  Allemagne de l'Est

## Palmarès
- Coupe d'Europe des vainqueurs de coupe de football
  - Vainqueur en 1974
- Jeux olympiques
  - Médaille de bronze en 1972
- Championnat de RDA de football
  - Champion en 1972, en 1974 et en 1975
  - Vice-champion en 1977 et en 1978
- Coupe d'Allemagne de l'Est de football
  - Vainqueur en 1969, en 1973, en 1978 et en 1979
- Championnat de RDA de football D2
  - Champion en 1967